# Richard Hieb
Richard James Hieb (Jamestown, 21 de setembro de 1955) é um ex-astronauta norte-americano, veterano de três missões ao espaço a bordo do ônibus espacial.
Formado em engenharia aeroespacial pela Universidade do Colorado em Boulder, saiu a universidade direto para trabalhar na NASA, onde atuou no Controle de Missão durante o lançamento do primeiro ônibus espacial, a STS-1, em abril de 1981, e em fases de acoplamento de diversas missões posteriores. Em 1985 foi selecionado para a fazer o curso de astronautas da agência espacial, formando-se em julho de 1986 e qualificando-se como especialista de missão.
Seu primeiro voo foi em 28 de abril de 1991, na STS-39 Discovery, onde foi o responsável por operar o Sistema Manipulador Remoto colocando em órbita livre o satélite infravermelho IBSS e recolhê-lo no espaço um dia e meio depois. Sua segunda missão, STS-49 Endeavour, decolou em 7 de maio de 1992 e nela Hieb realizou três caminhadas espaciais para captura e reparo do satélite de comunicações Intelsat VI F3. A terceira destas caminhadas, com duração de de 8h 29 min, foi a mais longa da história e quebrou o recorde de vinte anos que pertencia aos astronautas da Apollo 17.
Em julho de 1994 ele fez sua última viagem espacial como comandante de carga da STS-65 Columbia que levou ao espaço o Laboratório Internacional de Microgravidade, missão  que, com a duração de quinze dias e mais de 80 experiências científicas realizadas, quebrou o então recorde de permanência em órbita para o ônibus espacial.
Como astronauta, Hieb acumulou 750 horas no espaço, incluindo 17 horas de caminhada espaciais.